# Safe Air (compagnia aerea)
Safe Air è una compagnia aerea charter con sede a Nairobi, Kenya, fondata nel 2001. Opera servizi charter VIP e cargo.

## Operazioni
La compagnia ha contribuito con uno dei propri aerei all'evacuazione di persone e beni materiali durante la caduta di Kabul e la conseguente instaurazione del governo talebano.

## Destinazioni
Safe Air opera voli charter VIP e cargo verso destinazioni in Gibuti, Emirati Arabi Uniti, Kenya, Somalia, Uganda, Yemen e nelle Comore.

## Flotta

### Flotta attuale
Ad aprile 2024 la flotta di Safe Air è così composta:

### Flotta storica
Safe Air operava in precedenza con i seguenti aeromobili:
- Fokker F27
- Fokker F28
- Swearingen Merlin

## Incidenti
- 31 marzo - Un Boeing 727-200 della Safe Air si è schiantato durante l'atterraggio dopo che il pilota ha perso il controllo e l'aereo cargo si è schiantato contro un aereo precedentemente precipitato in Sud Sudan. L'incidente è avvenuto mentre aereo stava  all’aeroporto di Malakal mentre trasportava rifornimenti da Juba. Una persona delle sette a bordo è rimasta ferita a seguito dell'incidente.[10][11]